# Flemming Zachariasen
Flemming Zachariasen (født 22. maj 1970 i København) var rektor på Herlufsholm Skole 2016-2019.
Han blev student fra Kolding Amtsgymnasium i 1989 og gik derefter militærvejen som reserveofficer på kontrakt 1990-2004. Kaptajn 1996.
Cand.scient. i biologi og kemi fra Odense Universitet 2001. Faglærer på Fiskeindustriskolen i Maniitsoq, Grønland, 2001-2005. Adjunkt på Birkerød Gymnaskium 2005-2006 og kostinspektor 2006-2010, kostskolechef og pædagogisk leder 2008-2016. Efter Herlufsholm blev han direktør for U/NORD (Uddannelse i Nordsjælland).
Zachariasen har redegjort for, at han var vidende om de forhold om Herlufsholm, der blev afsløret i 2022.
Fritidsinteresserne tæller sportsdykning og sportsfiskeri samt ølbrygning, friluftsliv og korsang.
Flemming Zachariasen blev gift med en psykolog i 2007, med hvem han har 2 børn.